# Castel Cerreto
Castel Cerreto is een plaats (frazione) in de Italiaanse gemeente Treviglio.

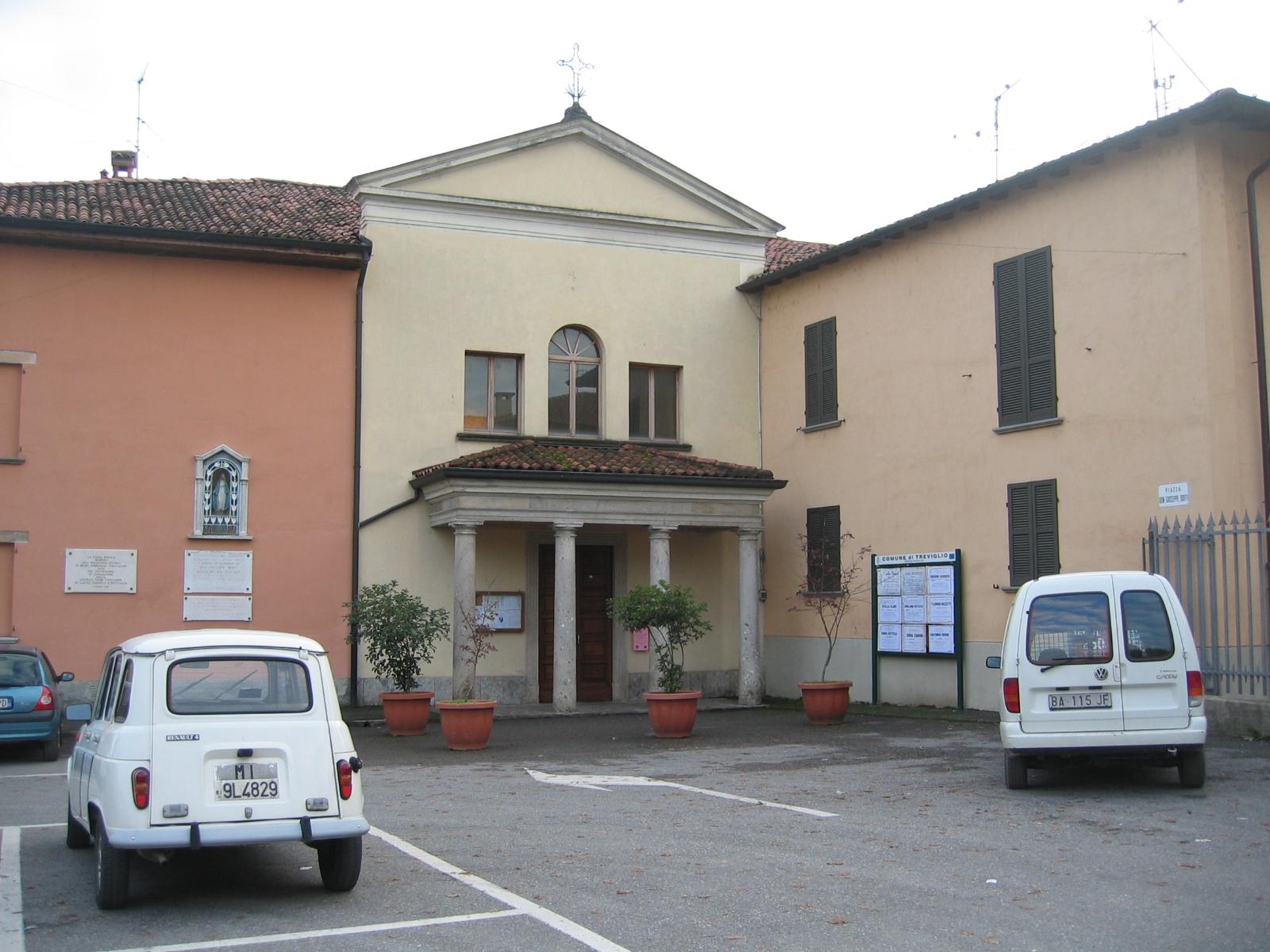
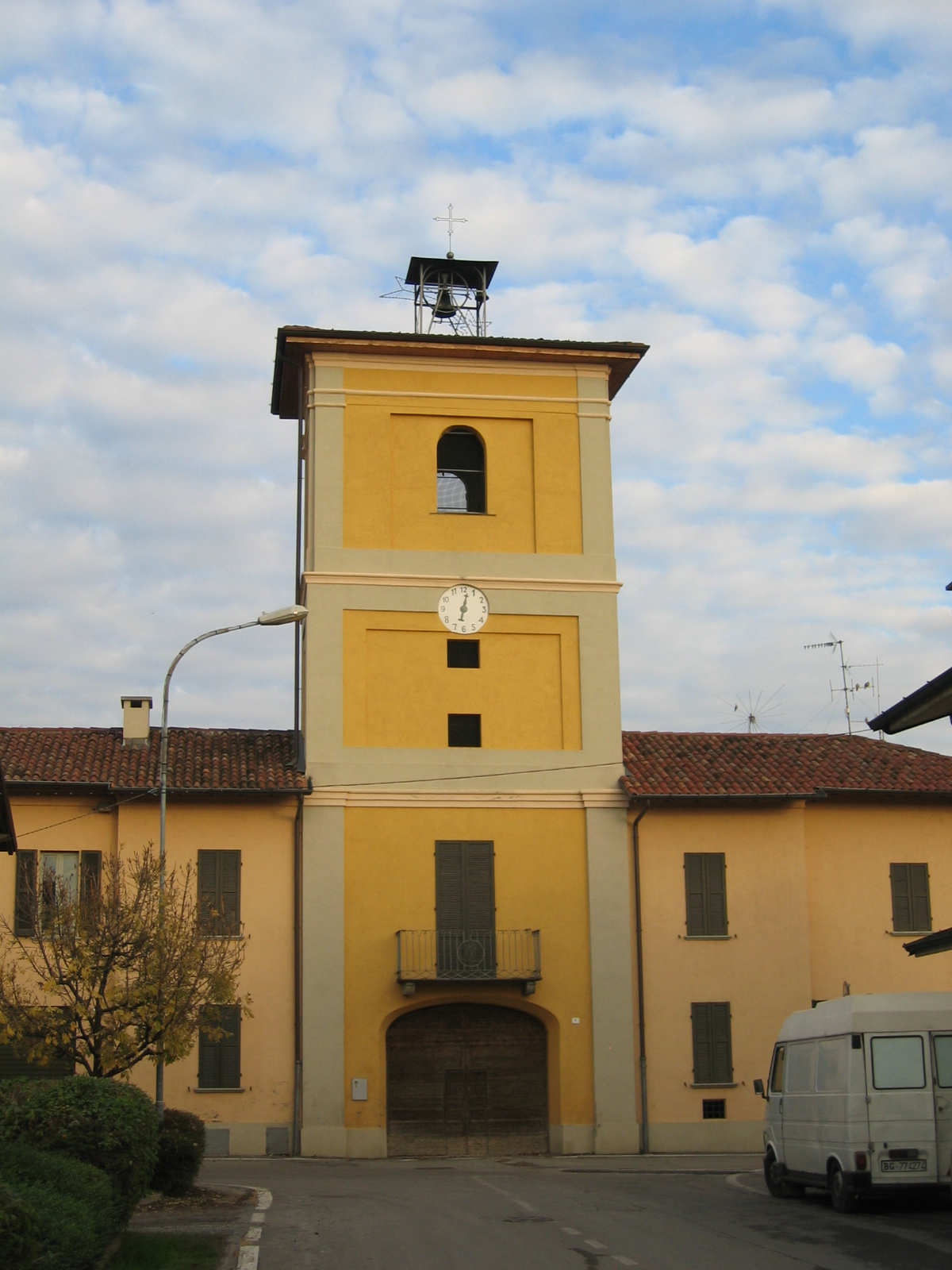